# Lioponera longitarsus
Lioponera longitarsus (лат.) — вид муравьёв рода Lioponera (Formicidae) из подсемейства Dorylinae.

## Распространение
Встречаются в Австралии, Африке, Южной и Юго-Восточной Азии.

## Описание
Мелкие муравьи буровато-чёрного цвета (голова и грудка вместе со стебельком буроватые, голова темнее; брюшко — чёрное; длина около 5 мм). Дорозальная поверхность тела блестящая с редкими мелкими пунктурами. Усики 12-члениковые. Петиоль с выступающими спереди боками, дорзолатеральные углы петиоля явные. Предположительно, как и другие виды рода, мирмекофаги. Вид был впервые описан в 1889 году австрийским мирмекологом Густавом Майром.